# 阿坦维尔
阿坦维尔（法語：Attainville，法語發音：[atɛ̃vil] ⓘ）是法国法兰西岛大区瓦兹河谷省的一个市镇，属于萨塞勒区。

## 地理
阿坦维尔（49°3'26"N, 2°20'44"E）面积7.16 平方千米，位于法国法蘭西島大區瓦兹河谷省，该省份为法国北部内陆省份，北起瓦兹省，西接厄尔省，南至塞纳-圣但尼省、上塞纳省和伊夫林省，东临塞纳-马恩省。
与阿坦维尔接壤的市镇（或旧市镇、城区）包括：维莱讷苏布瓦、埃藏维尔、穆瓦塞勒、法兰西地区巴耶、马夫利耶、勒梅尼勒欧布里、蒙苏、维利耶勒塞克。

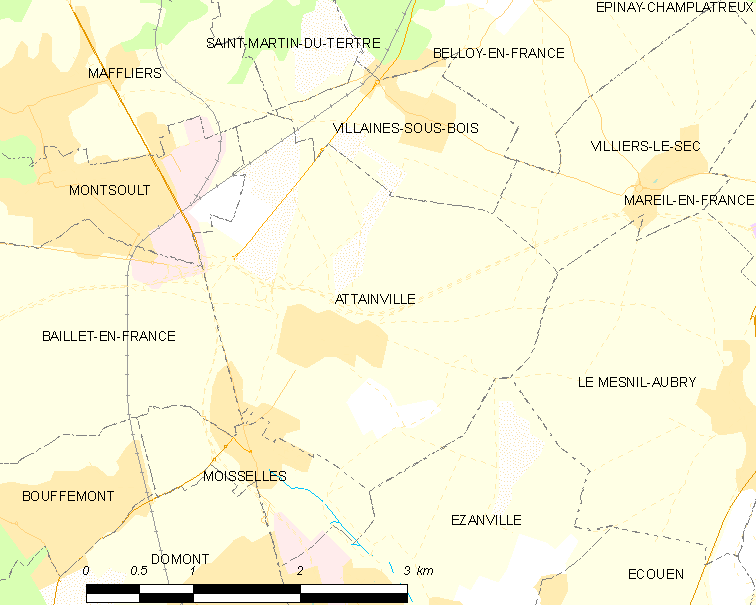
阿坦维尔的OSM定位图

阿坦维尔的时区为UTC+01:00、UTC+02:00（夏令时）。

## 行政
阿坦维尔的邮政编码为95570，INSEE市镇编码为95028。

## 政治
阿坦维尔所属的省级选区为福斯县。

## 人口

1962-2008年间阿坦维尔人口变化图示

阿坦维尔于2022年1月1日时的人口数量为1834人。